# Evoluzione stellare

Il percorso evolutivo di diverse stelle lungo il diagramma H-R.

L'evoluzione stellare è l'insieme dei cambiamenti che una stella sperimenta nel corso della sua esistenza. 
La stella nel corso della sua vita subisce variazioni di luminosità, raggio e temperatura dell'esterno e del nucleo anche molto pronunciate. 
Tuttavia, dato che il ciclo vitale di una stella si estende per un tempo molto lungo su scala umana (milioni o miliardi di anni), è impossibile per un essere umano seguire passo passo l'intero ciclo di vita di una stella. Per comprendere come si evolvono le stelle si osserva di solito una popolazione di stelle che contiene stelle in fasi diverse della loro vita, e poi si costruisce un modello matematico che permette di riprodurre le proprietà osservate.
Uno strumento ancora oggi fondamentale per gli astronomi, per esempio per inquadrare immediatamente lo stato e l'evoluzione di una stella, è il diagramma Hertzsprung-Russell (detto per brevità diagramma H-R). Il diagramma riporta temperatura superficiale e luminosità (che variano insieme al raggio in funzione dell'età, della massa e della composizione chimica della stella) e permette di sapere in che fase della vita si trova una stella. 
A seconda della massa, dell'età e della composizione chimica, i processi fisici in atto in una stella sono diversi, e queste differenze portano stelle con caratteristiche diverse a seguire diversi percorsi evolutivi sul diagramma H-R.
Alcuni astronomi considerano non appropriato il termine "evoluzione", e preferiscono usare il termine ciclo vitale stellare, in quanto le stelle non subiscono un processo evolutivo simile a quello degli individui di una specie ma, piuttosto, cambiano nelle loro quantità osservabili seguendo fasi ben precise che dipendono strettamente dalle caratteristiche fisiche della stella stessa.

## Formazione

La Nebulosa Aquila, una regione HII nella costellazione del Serpente.

La nascita delle stelle è stata osservata con l'ausilio dei grandi telescopi di terra e soprattutto dei telescopi spaziali (in particolar modo Hubble e Spitzer). Le moderne tecniche di osservazione dello spazio nelle varie lunghezze d'onda dello spettro elettromagnetico, soprattutto nell'ultravioletto e nell'infrarosso, e l'importante contributo della radioastronomia, hanno permesso di individuare i luoghi di formazione stellare.
Le stelle si formano all'interno delle nubi molecolari, delle regioni di gas ad "alta" densità presenti nel mezzo interstellare, costituite essenzialmente da idrogeno, con una quantità di elio del 23–28% e tracce di elementi più pesanti. Le stelle più massicce che si formano al loro interno le illuminano e le ionizzano in maniera molto forte, creando le cosiddette regioni H II; un noto esempio di simili oggetti è la Nebulosa di Orione.
La formazione di una stella ha inizio quando una nube molecolare inizia a manifestare fenomeni di instabilità gravitazionale, spesso innescati dalle onde d'urto di una supernova o della collisione tra due galassie. Non appena si raggiunge una densità della materia tale da soddisfare i criteri dell'instabilità di Jeans (che si instaura quando la pressione interna del gas non è in grado di contrastare il collasso gravitazionale cui va naturalmente incontro una nube ricca di materia), la regione inizia a collassare sotto la sua stessa gravità.

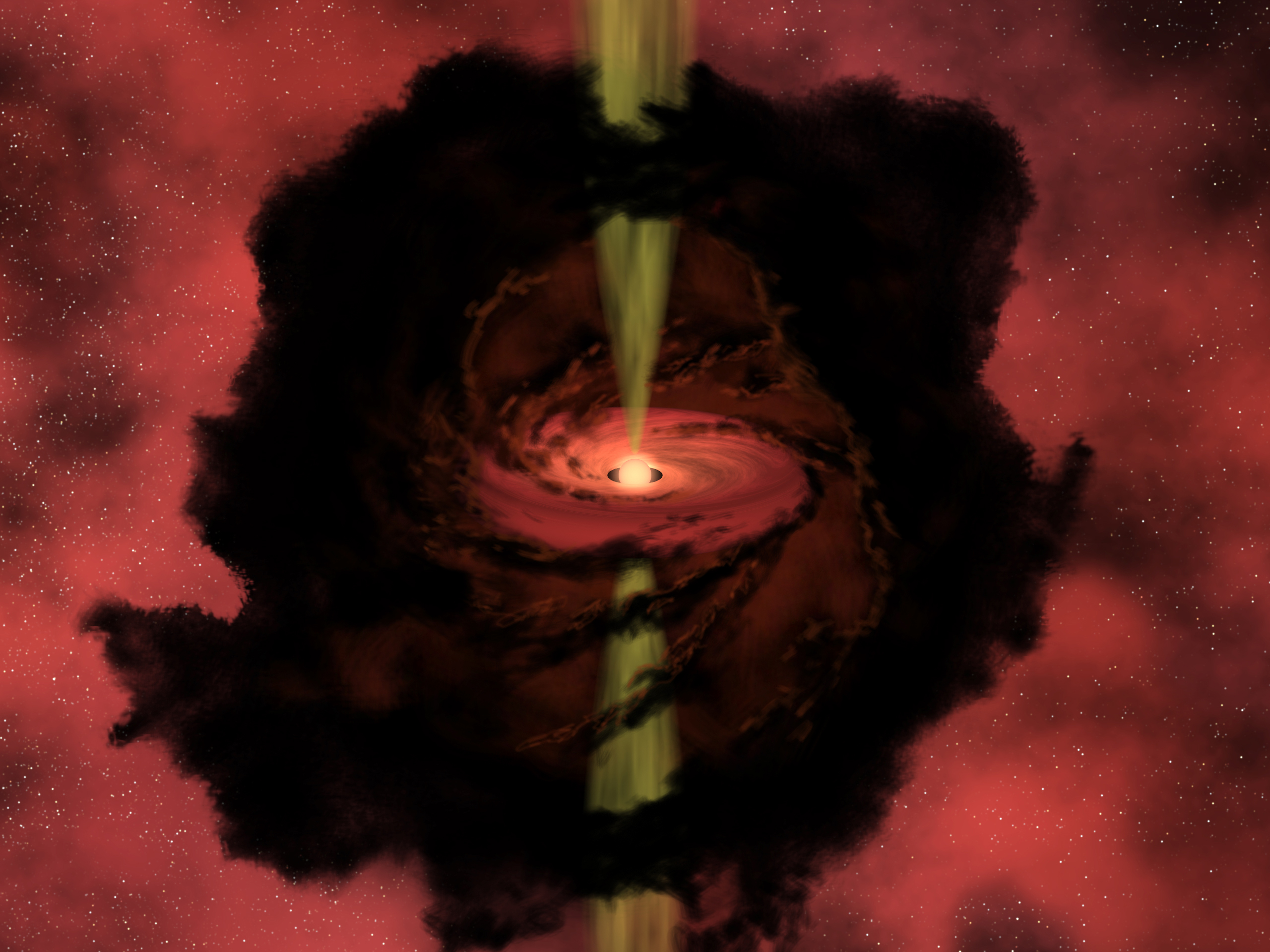
Rappresentazione artistica della protostella individuata nella nube oscura LDN 1014.

Il graduale collasso della nube porta alla formazione di densi agglomerati di gas e polveri oscure, noti come globuli di Bok, che arrivano a contenere una quantità di materia pari ad oltre 50 masse solari (M☉). Mentre all'interno del globulo il collasso gravitazionale causa un incremento della densità materiale, l'energia potenziale gravitazionale viene convertita in energia termica, con un conseguente aumento della temperatura: si forma in tal modo una protostella, circondata da un disco che ha il compito di accrescerne la massa. Il periodo in cui l'astro è soggetto al collasso, fino all'innesco, nelle parti centrali della protostella, delle reazioni di fusione dell'idrogeno in elio, è variabile. Una stella massiccia in formazione permane in questa fase per qualche centinaio di migliaia di anni, mentre per una stella di massa medio-piccola dura un periodo di circa 10–15 milioni di anni.
Se possiede una massa inferiore a 0,08 M☉, la protostella non raggiunge l'ignizione delle reazioni nucleari e si trasforma in una fredda e poco brillante nana bruna; se possiede una massa fino ad otto masse solari, si forma una stella pre-sequenza principale, spesso circondata da un disco protoplanetario; se la massa è superiore ad 8 M☉, la stella raggiunge direttamente la sequenza principale senza passare per questa fase. Le stelle pre-sequenza principale si dividono in due categorie: le stelle T Tauri (e FU Orionis), che hanno una massa non superiore a due masse solari, e le stelle Ae/Be di Herbig, con masse fino ad otto masse solari. Queste stelle sono però caratterizzate da forti instabilità e variabilità, poiché non si trovano ancora in una situazione di equilibrio idrostatico. Un fenomeno tipico della fase T Tauri sono gli oggetti di Herbig-Haro, caratteristiche nebulose a emissione originate dalla collisione tra i flussi molecolari in uscita dai poli stellari e il mezzo interstellare.
Enigmatico è il meccanismo di formazione delle stelle massicce. Le stelle di classe B (≥9M☉), nel momento in cui al loro interno si innescano le reazioni nucleari, si trovano ancora nel pieno della fase di accrescimento, la quale sarebbe contrastata e frenata dalla radiazione prodotta dal giovane astro; tuttavia, come accade per le stelle meno massicce, sembra che si formino dei dischi associati a getti polari che permetterebbero all'accrescimento di proseguire. Analogamente, per quanto riguarda le stelle di classe O (>15M☉), le reazioni subentrano durante la fase di accrescimento, la quale prosegue però grazie alla formazione di enormi strutture toroidali, fortemente instabili.

## Sequenza principale

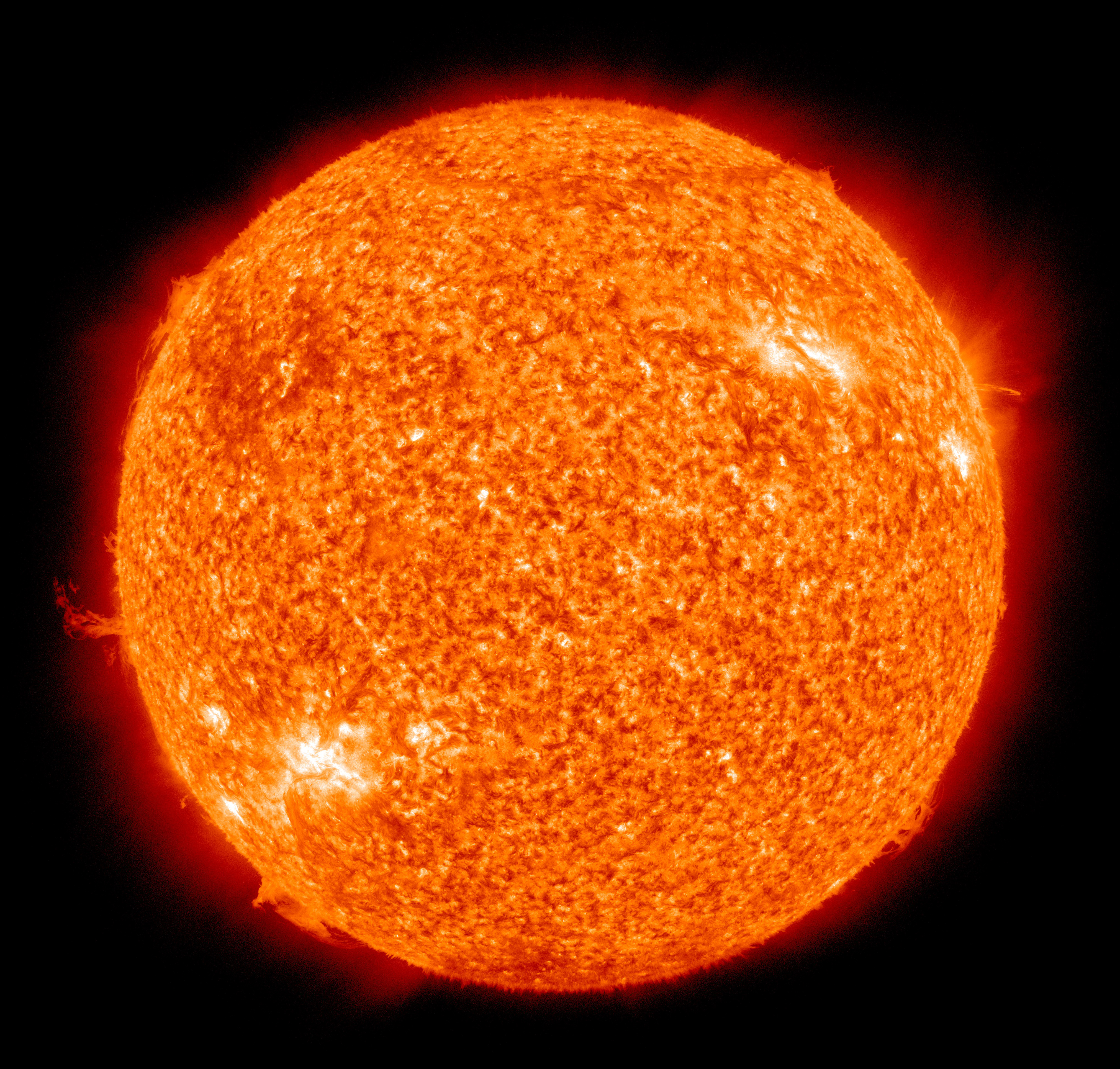
Il Sole (qui ripreso dall'Atmospheric Imaging Assembly del Solar Dynamics Observatory della NASA) è una stella di sequenza principale.

Le stelle trascorrono circa il 90% della propria esistenza in una fase di stabilità durante la quale fondono l'idrogeno del proprio nucleo in elio a temperatura e pressione elevate; tale fase prende il nome di sequenza principale.
In questa fase, ogni stella genera un vento di particelle cariche che provoca una continua fuoriuscita di materia nello spazio (che per gran parte delle stelle risulta irrisoria). Il Sole, ad esempio, perde, nel vento solare, 10−14 masse solari di materia all'anno, ma le stelle più massicce arrivano a perderne decisamente di più, sino a 10−7 – 10−5 masse solari all'anno; tale perdita può riflettersi in maniera sostanziale sull'evoluzione dell'astro.
La durata della fase di sequenza principale dipende innanzi tutto dalla quantità di combustibile nucleare disponibile, quindi dalla velocità a cui esso è fuso; vale a dire, dalla massa iniziale e dalla luminosità della stella. La permanenza del Sole nella sequenza principale è stimata in circa 1010 anni. Le stelle più grandi consumano il proprio "carburante" piuttosto velocemente ed hanno una vita decisamente più breve (qualche decina o centinaio di milioni di anni); le stelle più piccole invece bruciano l'idrogeno del nucleo molto lentamente ed hanno un'esistenza molto più lunga (decine o centinaia di miliardi di anni).
Oltre alla massa, un ruolo preminente nell'evoluzione dell'astro è rivestito dalla propria metallicità, che influenza la durata della sequenza principale, l'intensità del campo magnetico e del vento stellare. Le vecchie stelle di popolazione II hanno una metallicità minore delle più giovani stelle di popolazione I, poiché le nubi molecolari da cui si sono formate queste ultime possedevano una maggiore quantità di metalli.

## Fase post-sequenza principale
La sequenza principale termina non appena l'idrogeno, contenuto nel nucleo della stella, è stato completamente convertito in elio dalla fusione nucleare; la successiva evoluzione della stella segue vie diverse a seconda della massa dell'oggetto celeste.

### Stelle con masse tra 0,08 e 8 M☉

Schema che rappresenta le dimensioni del Sole nella sequenza principale e nella fase di gigante rossa.

Le stelle con masse comprese tra 0,08 e 0,4 masse solari, le nane rosse, si riscaldano mano a mano che l'idrogeno viene consumato al loro interno, accelerando la velocità delle reazioni nucleari e divenendo per breve tempo delle stelle azzurre; quando tutto l'idrogeno negli strati interni è stato convertito in elio, esse si contraggono gradualmente, diminuendo di luminosità ed evolvendo in nane bianche costituite prevalentemente da elio. Tuttavia, poiché la durata della sequenza principale per una stella di questo tipo è stata stimata sugli 80 miliardi – 1 bilione di anni e l'attuale età dell'universo si aggira sui 13,7 miliardi di anni, pare logico dedurne che nessuna nana rossa abbia ancora avuto il tempo di giungere al termine della sequenza principale.
Le stelle la cui massa è compresa tra 0,8 ed 8 masse solari attraversano una fase di notevole instabilità alla fine della sequenza principale: il nucleo (core) subisce diversi collassi gravitazionali, incrementando la propria temperatura, mentre gli strati più esterni, in reazione al vasto surplus energetico che ricevono dal core in contrazione, si espandono e si raffreddano, assumendo di conseguenza una colorazione via via sempre più tendente al rosso. Ad un certo punto, l'energia sprigionata dal collasso gravitazionale permette allo strato di idrogeno immediatamente circostante il nucleo di raggiungere la temperatura di ignizione della fusione nucleare. A questo punto, la stella, dopo esser passata per la fase altamente instabile di subgigante, si trasforma in una fredda ma brillante gigante rossa con un nucleo inerte di elio e un guscio in cui prosegue la fusione dell'idrogeno e permane in questa fase per circa un miliardo di anni.

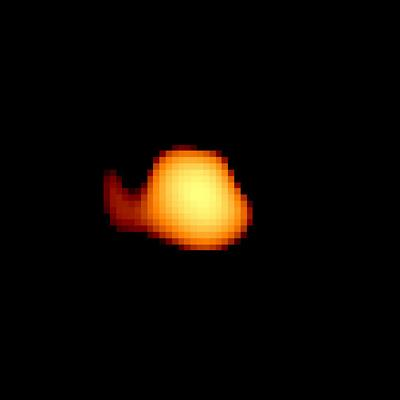
Un'immagine della gigante rossa AGB Mira vista nell'ultravioletto dal Telescopio spaziale Hubble (NASA-ESA)

Se la stella possiede una massa sufficiente (~ 1 M☉), una complessa serie di contrazioni e collassi gravitazionali provoca un forte innalzamento della temperatura nucleare sino ad oltre 100 milioni di kelvin, che segna il violento innesco (flash) della fusione dell'elio in carbonio e ossigeno tramite il processo tre alfa, mentre nel guscio immediatamente superiore continua il processo di fusione dell'idrogeno residuo in elio. La stella, raggiungendo questo stadio evolutivo, arriva ad un nuovo equilibrio e si contrae leggermente passando dal ramo delle giganti rosse al ramo orizzontale del diagramma H-R.
Non appena l'elio è stato completamente esaurito all'interno del core, lo strato attiguo, che in precedenza ha fuso l'idrogeno in elio, inizia a fondere quest'ultimo in carbonio, mentre sopra di esso un altro strato continua a fondere parte dell'idrogeno restante in elio; la stella entra così nel ramo asintotico delle giganti (AGB, acronimo di Asymptotic Giant Branch).
Gli strati più esterni di una gigante rossa o di una stella AGB possono estendersi per diverse centinaia di volte il diametro del Sole, arrivando ad avere raggi dell'ordine dei 108 km (alcune unità astronomiche), come nel caso di Mira (ο Ceti), una gigante del ramo asintotico con un raggio di 5 × 108  km (3 U.A.).
Se la stella ha una massa sufficiente (non superiore ad 8-9 M☉), col tempo è possibile l'innesco anche della fusione di una parte del carbonio in ossigeno, neon e magnesio.
Qualora la velocità delle reazioni nucleari subisca un rallentamento, la stella compensa questo deficit energetico contraendo le proprie dimensioni e riscaldando la propria superficie; a questo punto la stella attraversa una fase evolutivamente parallela a quella di gigante rossa, ma caratterizzata da una temperatura superficiale decisamente più elevata, che prende il nome di fase di gigante blu.

### Stelle con masse superiori ad 8 M☉
Quando termina il processo di fusione dell'idrogeno in elio ed inizia la conversione di quest'ultimo in carbonio, le stelle massicce (con massa superiore ad 8 M☉) si espandono raggiungendo lo stadio di supergigante rossa.
Non appena si esaurisce anche la fusione dell'elio, i processi nucleari non si arrestano ma, complice una serie di successivi collassi del nucleo ed aumenti di temperatura e pressione, proseguono con la sintesi di altri elementi più pesanti: ossigeno, neon, silicio e zolfo.
In tali stelle, poco prima della loro fine, può svolgersi in contemporanea la nucleosintesi di più elementi all'interno di un nucleo che appare stratificato; tale struttura è paragonata da molti astrofisici agli strati concentrici di una cipolla. In ciascun guscio avviene la fusione di un differente elemento: il più esterno fonde idrogeno in elio, quello immediatamente sotto fonde elio in carbonio e via dicendo, a temperature e pressioni sempre crescenti man mano che si procede verso il centro. Il collasso di ciascuno strato è sostanzialmente evitato dal calore e dalla pressione di radiazione dello strato sottostante, dove le reazioni procedono a un regime più intenso. Il prodotto finale della nucleosintesi è il nichel-56 (56Ni), risultato della fusione del silicio, che viene completata nel giro di pochi giorni.

Schema degli "strati a cipolla" di una stella massiccia nelle ultime fasi di vita. (Non in scala)

Il nichel-56 decade rapidamente in ferro-56 (56Fe). Poiché i nuclei del ferro possiedono un'energia di legame nettamente superiore a quella di qualunque altro elemento, la loro fusione, anziché essere un processo esotermico (che produce ed emette energia), è fortemente endotermica (cioè richiede e consuma energia).
La supergigante rossa può anche attraversare uno stadio alternativo, che prende il nome di supergigante blu. Durante questa fase la fusione nucleare avviene in maniera più lenta; per via di tale rallentamento, l'astro si contrae e, poiché una grande quantità di energia viene emessa da una superficie fotosferica più piccola, la temperatura superficiale aumenta, donde il colore blu; l'astro tuttavia, prima di raggiungere questo stadio, passa per la fase di supergigante gialla, caratterizzata da una temperatura e da dimensioni intermedie rispetto alle due fasi. Una supergigante rossa può in qualunque momento, a patto che rallentino le reazioni nucleari, trasformarsi in una supergigante blu.
Nelle stelle più massicce, ormai in una fase evolutiva avanzata, un grande nucleo di ferro inerte si deposita al centro dell'astro; in tali oggetti gli elementi più pesanti, spinti da moti convettivi, possono affiorare in superficie, formando degli oggetti molto evoluti noti come stelle di Wolf-Rayet, caratterizzate da forti venti stellari che provocano una consistente perdita di massa.

## Fasi finali dell'evoluzione stellare
Quando una stella è prossima alla fine della propria esistenza, la pressione di radiazione del nucleo non è più in grado di contrastare la gravità degli strati più esterni dell'astro. Di conseguenza il nucleo va incontro ad un collasso, mentre gli strati più esterni vengono espulsi in maniera più o meno violenta; ciò che resta è un oggetto estremamente denso: una stella compatta, costituita da materia in uno stato altamente degenere.

### Stelle con masse tra 0,08 ed 8-10 M☉

La formazione di una nebulosa planetaria (nell'animazione, la Nebulosa Elica) a partire da una stella AGB.

In seguito ai progressivi collassi e riscaldamenti susseguitisi durante le fasi sopra descritte, il nucleo della stella assume una configurazione degenere: si forma in questo modo la nana bianca, un oggetto dalle dimensioni piuttosto piccole (paragonabili all'incirca a quelle della Terra) con una massa minore o uguale al limite di Chandrasekhar (1,44 masse solari).

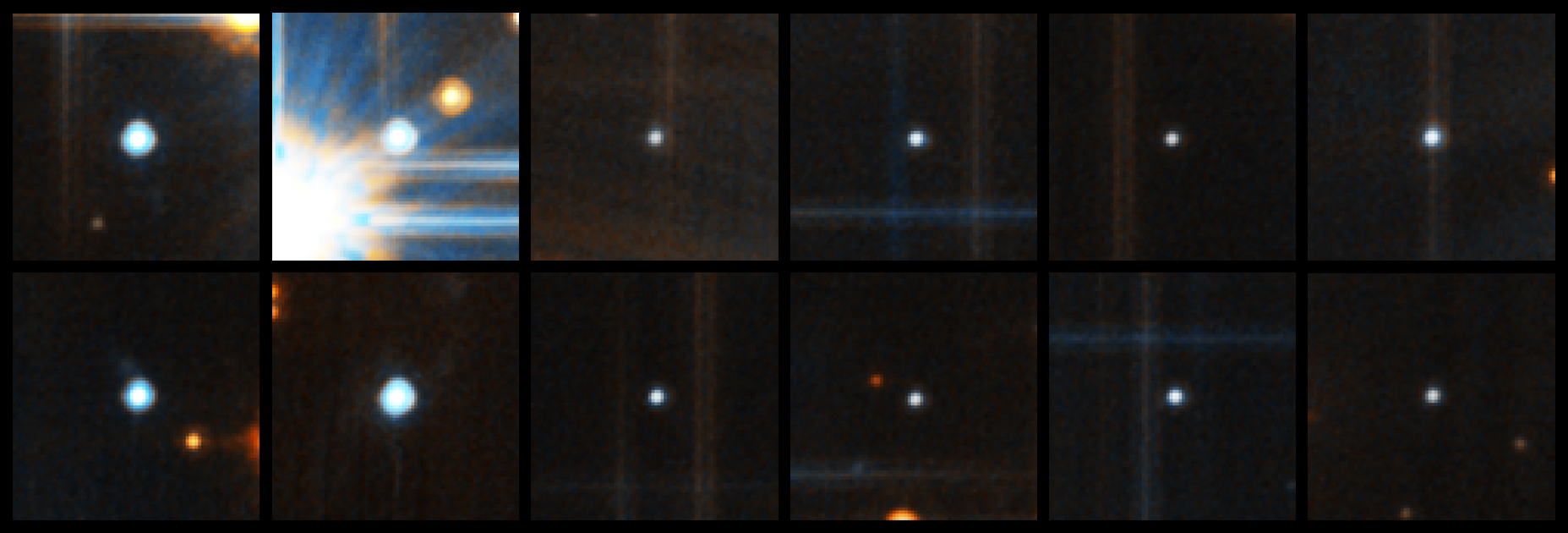
Alcune nane bianche fotografate da HST nell'ammasso globulare NGC 6397.

Quando nel nucleo cessa completamente la fusione del combustibile nucleare, la stella può seguire due diverse vie a seconda della massa. Se ha una massa compresa tra 0,08 e 0,5 masse solari, la stella morente dà luogo ad una nana bianca di elio senza alcuna fase intermedia, espellendo gli strati esterni sotto forma di vento stellare. Se invece la sua massa è compresa tra 0,5 ed 8 masse solari, si generano delle violente pulsazioni termiche all'interno dell'astro che causano l'espulsione dei suoi strati più esterni in una sorta di "supervento" che assorbe la radiazione ultravioletta emessa a seguito dell'alta temperatura degli strati interni dell'astro. Tale radiazione viene poi riemessa sotto forma di luce visibile dall'involucro dei gas, i quali vanno a costituire una nebulosità in espansione, la nebulosa protoplanetaria prima e planetaria poi, al cui centro rimane il cosiddetto nucleo della nebulosa planetaria (PNN, dall'inglese Planetary Nebula Nucleus), che diverrà poi la nana bianca.
Una nana bianca appena formata ha una temperatura molto elevata, pari a circa 100-200 milioni di K, che diminuisce in funzione degli scambi termici con lo spazio circostante, finché l'oggetto non raggiunge lo stadio ultimo di nana nera. Si tratta però di un modello teorico, poiché sino ad ora non è stata ancora osservata alcuna nana nera; perciò gli astronomi ritengono che il tempo previsto perché una nana bianca si raffreddi del tutto sia di gran lunga superiore all'attuale età dell'Universo.

### Stelle massicce (>10 M☉)

Animazione dell'esplosione di una supernova. (ESO)

Nelle stelle con masse superiori ad 8 masse solari, la fusione nucleare continua finché il nucleo non raggiunge una massa superiore al Limite di Chandrasekhar. Oltrepassato quest'ultimo, il nucleo non riesce più a tollerare la sua stessa massa e va incontro ad un improvviso e irreversibile collasso. Gli elettroni urtano contro i protoni dando origine a neutroni e neutrini assieme ad un forte decadimento beta ed a fenomeni di cattura elettronica. L'onda d'urto generata da questo improvviso collasso provoca la catastrofica esplosione della stella in una brillantissima supernova di tipo II o di tipo Ib o Ic, se si trattava di una stella particolarmente massiccia.
Le supernovae hanno una luminosità tale da superare, anche se per breve tempo, la luminosità complessiva dell'intera galassia che le ospita. Le supernovae esplose in epoca storica nella Via Lattea furono osservate ad occhio nudo dagli uomini, che le ritenevano erroneamente delle "nuove stelle" (donde il termine nova, utilizzato inizialmente per designarle) che comparivano in regioni del cielo dove prima non sembravano essercene.

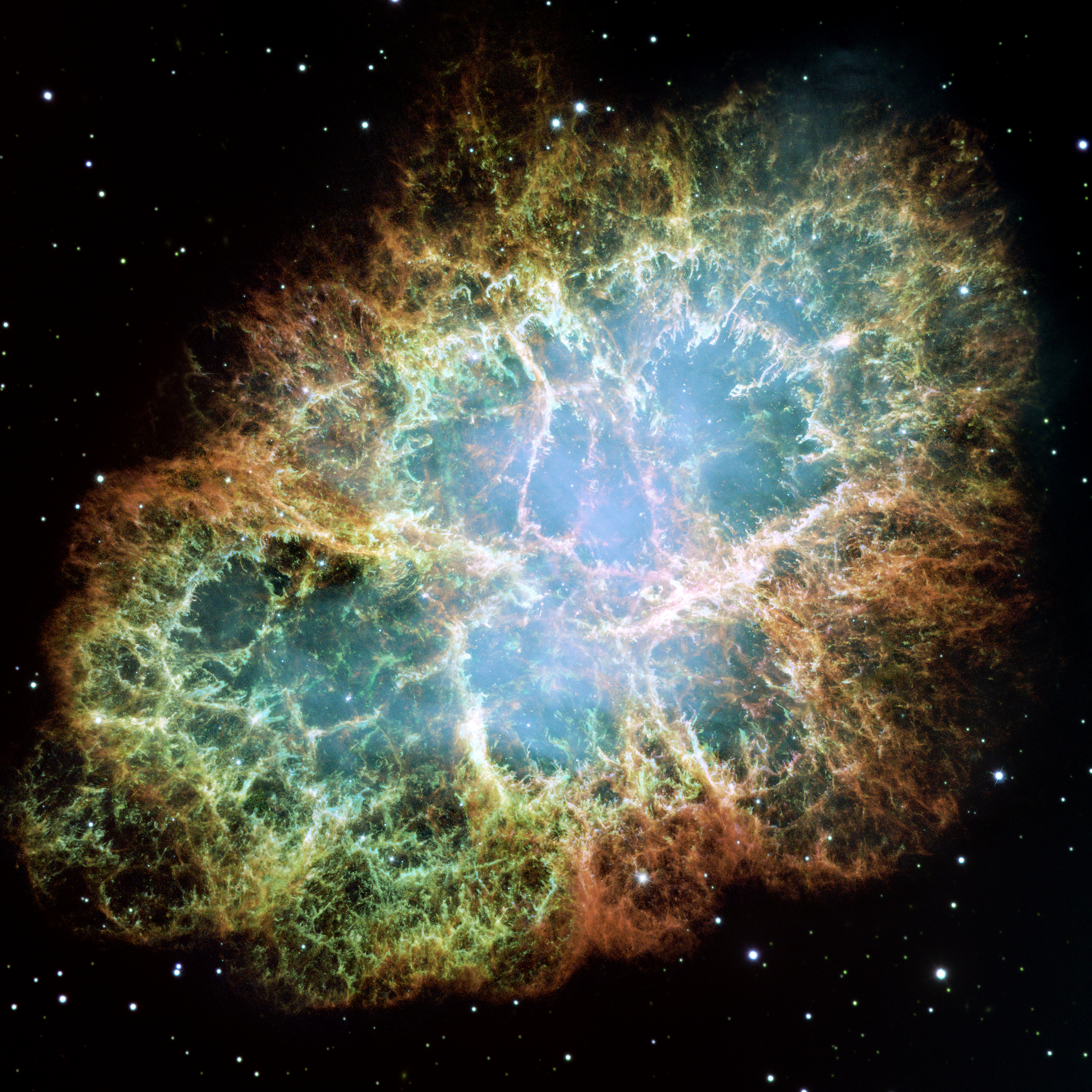
La Nebulosa del Granchio, il resto della supernova SN 1054 esplosa il 4 luglio 1054 nella costellazione del Toro. (HST)

L'energia liberata nell'esplosione è talmente elevata da consentire la fusione dei prodotti della nucleosintesi stellare in elementi ancora più pesanti, quali oro, magnesio ecc; questo fenomeno è detto nucleosintesi delle supernovae. L'esplosione della supernova diffonde nello spazio la gran parte della materia che costituiva la stella; tale materia forma il cosiddetto resto di supernova, mentre il nucleo residuo sopravvive in uno stato altamente degenere. Se la massa del residuo è compresa tra 1,4 e 3,8 masse solari, esso collassa in una stella di neutroni (che talvolta si manifesta come pulsar), che si configura stabile poiché il collasso gravitazionale, cui andrebbe naturalmente incontro, è contrastato dalla pressione del neutronio, la particolare materia degenere di cui tali oggetti sono costituiti. Tali oggetti hanno una densità elevatissima (circa 1017 kg/m3) e sono costituiti da neutroni, con una certa percentuale di materia esotica, principalmente materia di quark, presente probabilmente nel suo nucleo.
Nel caso in cui la stella originaria sia talmente massiccia che il nucleo residuo mantiene una massa superiore a 3,8 masse solari (limite di Tolman-Oppenheimer-Volkoff), nessuna forza è in grado di contrastare il collasso gravitazionale ed il nucleo collassa fino a raggiungere dimensioni inferiori al raggio di Schwarzschild: si origina così un buco nero stellare. La materia costituente il buco nero si trova in un particolare stato, altamente degenere, che i fisici non sono ancora riusciti ad esplicare.
Gli strati esterni della stella espulsi nella supernova contengono una grande quantità di elementi pesanti che possono essere reimpiegati in nuovi processi di formazione stellare; tali elementi possono anche permettere la formazione di sistemi extrasolari, che possono contenere, eventualmente, anche dei pianeti di tipo roccioso. Le esplosioni delle supernovae ed i venti delle stelle massicce svolgono un ruolo di primo piano nel plasmare le strutture del mezzo interstellare.

## Tabella riassuntiva
| Massa originale (in M☉) | Luminosità nella SP (in L☉) | Durata della SP (× 10 9 anni) | Prodotto finale della fusione | Fenomeno terminale  | Massa espulsa (in M☉) | Natura del residuo | Massa del residuo (in M☉) | Densità del residuo (×103 kg m−3) | Raggio del residuo (in m) | Accel. di gravità (in m s−2) |
| ----------------------- | --------------------------- | ----------------------------- | ----------------------------- | ------------------- | --------------------- | ------------------ | ------------------------- | --------------------------------- | ------------------------- | ---------------------------- |
| 30                      | 10 000                      | 0,006                         | ferro                         | supernova tipo Ib   | 24                    | buco nero          | 6                         | 3 × 1015                          | 6192,21                   | 5,19 × 1012                  |
| 10                      | 1 000                       | 0,01                          | silicio                       | supernova tipo II   | 8,5                   | stella di neutroni | 1,5                       | 5 × 1014                          | 17861,44                  | 2,5 × 1012                   |
| 3                       | 100                         | 0,30                          | ossigeno                      | nebulosa planetaria | 2,2                   | nana bianca        | 0,8                       | 2 × 107                           | 2,67 × 106                | 1,49 × 107                   |
| 1                       | 1                           | 10                            | carbonio                      | nebulosa planetaria | 0,3                   | nana bianca        | 0,7                       | 107                               | 3,22 × 106                | 8,99 × 106                   |
| 0,3                     | 0,004                       | 800                           | elio                          | vento stellare      | 0,01                  | nana bianca        | 0,3                       | 106                               | 5,22 × 106                | 1,46 × 106                   |